# IC 1079
IC 1079 је елиптична галаксија у сазвјежђу Волар која се налази на листи објеката дубоког неба у Индекс каталогу.
Деклинација објекта је + 9° 22' 10" а ректасцензија 14h 56m 36,1s. Привидна величина (магнитуда) објекта IC 1079 износи 13,5 а фотографска магнитуда 14,5. IC 1079 је још познат и под ознакама UGC 9611, MCG 2-38-26, CGCG 76-103, NPM1G +09.0399, IRAS 14542+0931, PGC 53418.